# 住めば都のコスモス荘
『住めば都のコスモス荘』（すめばみやこのコスモスそう）は、阿智太郎による日本のライトノベルおよびそれを原作としたメディアミックス作品。小説は電撃hpVolume.1に掲載後、電撃文庫（メディアワークス）より1999年5月から2003年9月まで刊行された。
コミカライズ版は小説版のイラスト担当の矢上裕により『電撃Animation magazine』2000年7月号から2001年5月号まで連載されたが、掲載誌の休刊にともない一時中断。アニメ化に合わせて『月刊電撃コミックガオ!』2003年4月号付録雑誌に掲載され復活。同誌の2003年7月号より連載再開され、2004年4月号で最終回を迎えた。阿智太郎の原作者コメントによると、漫画版の内容は矢上に一任しており、自分はノータッチだったとのこと。
テレビアニメ版は『住めば都のコスモス荘 すっとこ大戦ドッコイダー』のタイトルで2003年7月から9月まで放送された。

## ストーリー
神奈川県中空町にある専門学校に通うごく普通の青年・桜咲鈴雄は故郷である静岡から戻ってきたある日、株式会社オタンコナスの社員・タンポポと名乗る少女から自社のパワードスーツ・ドッコイダーのモニターになってくれと依頼される。初めは断った鈴雄だが、アルバイト探しに苦難していたため承諾することに。しかしそれは、銀河連邦警察がドッコイダーとそのライバルであるネルロイドガール、どちらのパワードスーツを採用するかのテストでもあったのだ。その正体がばれたら失格。一方A級宇宙犯罪人として銀河連邦警察に囚われていた、Dr.マロンフラワー、ヒヤシンス、エーデルワイスの3人はドッコイダー、ネルロイドガールの正体を暴けば無罪放免になると言う条件でドッコイダー達と戦う。しかもドッコイダー、ネルロイドガール、A級宇宙犯罪人達は、お互いの正体に気づかぬまま地球にあるアパート「コスモス荘」に住むことになるのだった。

## 登場人物
桜咲鈴雄（さくらざき すずお）
声 - 浪川大輔
20歳の鳴柿児童学専門学校に通う落第一年生、コスモス荘の5号室に住む。普通自動車免許を取得しているが肝心の車は無し。非常に平凡でどこか頼りない。アルバイト探しに日々苦労していたが、ある日宇宙にある株式会社オタンコナスの抽選に選ばれ超特殊汎用パワードスーツ・スットコドッコイのモニターとなりドッコイダーに変身する。以後は宇宙犯罪者を逮捕するために日々奮闘中。運動能力が極端に鈍く着地の際、頭から落ちるほか、記憶力が悪く技の発動に必要なモーションをなかなか覚えられない（名前と発動モーションが無駄に長いためもある）が、ヒーロー技よりも家事手伝い技の方が覚えやすいことに気づいて以降は戦闘力も上昇した。鈴雄本人は気弱な性質であり、ドッコイダー変身中のハイテンションなヒーロー風の性格は熱血α波発生装置によるものだが、熱血α波発生装置は故障中のため、単に主題歌に乗ってその気になっているだけである。なお、ドッコイダーのデザインはほぼ全身青色のウルトラマンが仮面ライダーのベルトをつけたようなデザインである。
桜咲小鈴（さくらざき こすず）
声 - 石毛佐和
本名・タンポポ・トコドッコ・ポポール。宇宙人であり、株式会社オタンコナスの社員でデザイナー、見た目は小学生だが幼態進化の星出身で地球人の年齢で25歳。自分のほかに人間型が居なかったためモニター補佐に選ばれる。ドッコイダーをサポートするために、鈴雄の妹としてコスモス荘の5号室に住むことになる。タンポポの時は髪は緑だが、小鈴の時は茶色。ドッコイダーのサポートをしない時はごく普通に小学校に通っている。小説版においては小学校の同級生たちとの関係も深く描かれ、最終巻において彼らの援護が重要な役目を果たすのだが、小説版以外では小学校に関するエピソードは存在しない。
「住めば都のコスモス荘SP」の巻末のキャラクターファイルには「タンポポ・トコドット・ポポール」となっている。
野菊朝香（のぎく あさか）
声 - 清水香里
巨大軍事企業エメラルドカンパニー製のパワードスーツ、ネルロイドXを身に纏いネルロイドガールとして宇宙犯罪者と戦う。ドッコイダーのライバルでもあるのだが、本人は全く気にしていない。女性だが一人称は「俺」。缶ビールが大好きで鈴雄の部屋の冷蔵庫を占領。コスモス荘の4号室に住み、鈴雄と同じく鳴柿児童学専門学校に通う。漫画版以外では彼女がネルロイドガールに変身するという事実は明確に語られていない。かつて山ごもりした際に熊と戦い、背中に十字型の傷があるという。
ハナ一（はなはじめ）
声 - 前田ゆきえ
本名・ハナモモンチョ・モンチョッチョ・モンブラン。関西弁で喋るモモンガ星人。エメラルドカンパニーの社員でありネルロイドX開発主任。ネルロイドガールのサポート役。朝香のペットという設定で4号室に住んでいるのだが、上記の事情で彼女以外のキャラクターとまともに絡めないため非常に影が薄く、彼がメインに来る回は漫画版に一回あるのみである。ウサギ小屋でウサギにいじめられて以来ウサギが非常に苦手である。
漫画版ではUOS「地球署」の副署長となるが、相変わらず影が薄い。
栗之華栗三郎（くりのはな くりざぶろう）
声 - 緒方賢一
コスモス荘の1号室に住んでいる長髪の老人。その正体はゲームセンターを荒らしまわったA級宇宙犯罪人・Dr.マロンフラワーで、自分が作ったメカを使ってドッコイダーやネルロイドガールと戦い、特にネルロイドガールを目の敵にしている。原作では昆虫や甲殻類型のメカを使うが漫画やアニメでは特にモチーフはない。普段は鈴雄や朝香が通っている鳴柿児童学専門学校で児童心理学を教えている。無類のゲーム好きでもあり、特に美少女ゲームとアーケードゲームには目がない。
栗之華栗華（くりのはな くりか）
声 - 大原さやか
栗三郎の孫として通っているがDr.マロンフラワーをサポートする究極汎用からくり人形・クリーカ0C5型が正体。普段は人間の女性の姿で、鳴柿児童学専門学校に通っている。戦闘時はDr.マロンフラワーのメカのホストコンピューターになる。勿論栗三郎と共にコスモス荘の1号室に住んでいる。自身が人工物であることに対するコンプレックスを抱いているほか、小説版のみ鈴雄に恋をしていると思われる描写がある。
岼根沙由里（ゆりね さゆり）
声 - 三石琴乃
コスモス荘の2号室に住んでいる美女。本名・ヒヤシンス、倒産した動物園を復興させるため犯罪を重ねたA級宇宙犯罪人で通称「クィーン・オブ・ザ・動物園」。下僕であるピエールの身体に動物園で飼育していた動物を宿らせており、ムチで叩くことで動物に変えるが、個人の戦闘能力は低い。ナイスバディーだがそれとは裏腹に超が付くほどの大食漢である。地球で初めて出会った鈴雄のことが気に入っている。普段は遊園地のヒーローショーでアルバイト（ヒヤシンス本人の役）をしている（漫画版では動物園の飼育係）。当然の事ながら給料のほとんどを食費に費やしている。
ピエール
声 - 成田剣
沙由里の下僕で、使用人としてコスモス荘の2号室に住んでいる。身体の中に沙由里が動物園で飼育していた動物の遺伝子を宿らせており、快感が頂点に達した時、遺伝子が目覚め動物との融合体になる。だが、どんな動物になるかは変化するまで分からないので、あまり役に立っておらず沙由里にいつも怒られている。真性のマゾヒズムであるため沙由里のムチを受ける事をこの上ない喜びとしているが、本人は至ってまじめな好青年である。
漫画版では極度の方向音痴で「神奈川から迷った末に長野県某所」で保護されて沙由里に叱られている。
梅木瑠璃（うめき るり）
声 - 釘宮理恵
本名・エーデルワイス。銀河中の教育機関を破壊したA級宇宙犯罪人。粘土細工でゴーレムを作るエルロード一族の1人。その能力が血液に起因するため、大怪我をした際に差別されて助けてもらえなかったなどの過去から犯罪者となった。ゴーレムは粘土細工の出来が戦闘力に比例するのだが、手先が不器用なため強いゴーレムを作れず、いつもリンゴの皮むきをして練習をしている。本来は孤児だが、地球では小学生として銀河連邦警察に記憶操作された梅木一家（両親と弟）と共にコスモス荘の3号室に住んでいる。意地っ張りだが寂しがり屋で、リンゴの皮むきを教えてくれた鈴雄のことは「コーチ」と呼んで慕っている。普段はタンポポと同じ小学校に通っていて、同じクラスである。学校では学級委員（ウサギ小屋掃除係兼飼育係）を勤める。
斗日雄（とぴお）
コスモス荘の6号室に捨てられていた幼児。正体は銀河の半分を病原種に侵した特A級犯罪人スイートピー。見かけは4歳くらいの幼児だが、超幼態進化の星出身で地球年齢で40歳。怪奇植物を自由自在に操り戦う。小説版と漫画版で性格設定が大幅に異なる。
小説版では厭世的な世捨て人。すでに表舞台に立つ気は無かったが、ドッコイダーと戦った結果、再収監されたアバシリーからマロンフラワー、ヒヤシンス、エーデルといったメンバーと共に脱走。彼らを追うために鈴雄、朝香が駆り出されるという形になっている。漫画版では事実上のラスボス。彼が脱走した際のあおりで多くの犯罪者が脱走。毎週のように犯罪者が地球を襲う事態となった。アニメ版には登場しない。
モグモッグル
声 - 長島雄一
モグラ型宇宙人で銀河連邦警察（通称・UOS：「宇宙のおまわりさん」の略）のパワードスーツ選定の責任者。漫画版では最終的にはコスモス荘メンバーを署員とした「地球署」の署長となる。小説では名前がなく、漫画版及びアニメ版にて名前が設定された。
オギワラ
声 - 渡邉由紀
漫画版及びアニメ版に登場。人間型の女性でモグモッグルの秘書。
梅木一家（うめき-いっか）
エーデルワイスの家族として記憶操作を受けた若夫婦と乳幼児の長男・次郎。次郎は漫画版では粘土細工の天才で、最終話では彼の作った家族像が多大な戦果を果たした。

## 既刊一覧

### 小説
- 阿智太郎（著）・矢上裕（イラスト）、メディアワークス〈電撃文庫〉、全6巻
  - 『住めば都のコスモス荘』1999年5月10日発売[5]、ISBN 4-8402-1200-7
  - 『住めば都のコスモス荘2 ゆ〜えんちでドッコイ』1999年10月10日発売[6]、ISBN 4-8402-1334-8
  - 『住めば都のコスモス荘3 灰かぶり姫がドッコイ』2000年2月10日発売[7]、ISBN 4-8402-1412-3
  - 『住めば都のコスモス荘4 最後のドッコイ』2000年7月10日発売[8]、ISBN 4-8402-1583-9
  - 『住めば都のコスモス荘SP 夏休みでドッコイ』2001年2月10日発売[9]、ISBN 4-8402-1734-3
  - 『住めば都のコスモス荘SSP お久しぶりにドッコイ』2003年9月10日発売[10]、ISBN 4-8402-2456-0

### 漫画
- 阿智太郎（原作）・矢上裕（作画） 『住めば都のコスモス荘』 メディアワークス〈電撃コミックス〉、全3巻
  1. 2001年3月27日発売[11]、ISBN 4-8402-1788-2
  2. 2003年6月27日発売[12]、ISBN 4-8402-2418-8
  3. 2004年6月26日発売[13]、ISBN 4-8402-2741-1

## テレビアニメ
『住めば都のコスモス荘 すっとこ大戦ドッコイダー』のタイトルで2003年7月から9月まで、ちばテレビ、テレビ神奈川、テレビ埼玉、中部日本放送、毎日放送で放送された。
アニメーション制作を務めたユーフォーテーブルにとって正式な初の元請作品であり、全話数を社内で制作。最終回は動画枚数が1万枚を超えた。

### スタッフ
- 原作 - 阿智太郎[3]
- 監督 - まついひとゆき[3]
- シリーズディレクター - 野中卓也[3]
- キャラクターデザイン - 柴田淳[3]
- メカデザイン - 丹羽恭利[3]
- 美術監督 - 工藤ただし[3]
- 色彩設計 - 千葉絵美[3]
- 撮影監督 - 北岡正[3]
- 編集 - 今井剛
- 音楽 - 蓜島邦明[3]
- 音響監督 - 菊田浩巳[3]
- プロデューサー - 川村仁、有永真仁、山森篤、武智恒雄
- 制作プロデューサー - 近藤光
- アニメーション制作 - ユーフォーテーブル[3]
- 製作 - コスモス荘[3]（東芝デジタルフロンティア[4]、メディアワークス[4]、メディアファクトリー[4]、東芝[4]、クロックワークス[4]、メモリーテック[4]）

### 主題歌
オープニングテーマ「いつも手の中に」
作詞・作曲 - 西池崇 / 編曲 - Mac'in桑田・サイキックラバー / 歌 - サイキックラバー
エンディングテーマ「地球Merry-Go-Round」
作詞 - 小幡英之 / 作曲・編曲 - 宮原恵太 / 歌 - 植田佳奈
挿入歌（アクションテーマ）「熱血αドッコイダー」
作詞 - 阿智太郎 / 作曲 - 蓜島邦明 / 歌 - Mr.ハイシマ
- 挿入歌という扱いではあるが、本作の実質的なアクションテーマソング。平成仮面ライダーシリーズのエンディングテーマと同様、ドッコイダーの見得切場面やアクション時に流される。実際の主題歌である「いつも手の中に」よりも先にカラオケ配信された。

### 各話リスト
8話において、『シスター・プリンセス』のパロディのThirteen Sistersというゲームが登場している。また『おねがい☆ティーチャー』のパロディも登場している。どちらも、一部を除きオリジナル作品と同じ声優を起用している。
| 話数 | サブタイトル                           | 脚本       | 絵コンテ              | 演出                    | 作画監督        |
| ---- | -------------------------------------- | ---------- | --------------------- | ----------------------- | --------------- |
| 1    | ドッコイダー登場でドッコイ             | 高林久弥   | 佐藤卓哉              | 野中卓也                | 小林利充        |
| 2    | 流行色は紫でドッコイ                   | 金月龍之介 | まついひとゆき        | まついひとゆき          | 小林利充        |
| 3    | ドッコイダーVSエーデルワイスでドッコイ | 金月龍之介 | 寺東克己              | 外崎春雄                | 外崎春雄        |
| 4    | 謎の住人沙由里登場でドッコイ           | 佐藤和浩   | 木村哲                | 安形裕篤                | 中屋了          |
| 5    | 小遣い値上げでドッコイ                 | 佐藤和浩   | 井之川慎太郎          | 井之川慎太郎            | 東出太          |
| 6    | プール争奪サイクルレースでドッコイ     | 金月龍之介 | 寺東克己 小船井充     | まついひとゆき 小船井充 | 小船井充        |
| 7    | 栗華の夢でドッコイ                     | 佐藤和浩   | 笹嶋啓一              | 笹嶋啓一                | 小笠原篤        |
| 8    | 妹♥L♥O♥V♥E♥でドッコイ                  | 強田☆舞    | 寺東克己              | 水無月弥生              | 高橋聰          |
| 9    | お熱いのが好きでドッコイ               | 金月龍之介 | 奥田淳                | 野中卓也 まついひとゆき | 奥田淳 河野悦隆 |
| 10   | 変化!モグモックルでドッコイ            | 佐藤和浩   | 井之川慎太郎 寺東克己 | 外崎春雄                | 外崎春雄        |
| 11   | コスモス荘最後の日?でドッコイ          | 金月龍之介 | 野中卓也              | 野中卓也                | 細田直人        |
| 12   | 熱血バトルでドッコイ                   | 金月龍之介 | まついひとゆき        | まついひとゆき          | 柴田淳          |

### 放送局
| 放送地域   | 放送局       | 放送期間        | 放送系列  |
| ---------- | ------------ | --------------- | --------- |
| 千葉県     | ちばテレビ   | 2003年7月 - 9月 | 独立UHF局 |
| 神奈川県   | TVK          | 2003年7月 - 9月 | 独立UHF局 |
| 埼玉県     | テレビ埼玉   | 2003年7月 - 9月 | 独立UHF局 |
| 近畿広域圏 | 毎日放送     | 2003年7月 - 9月 | TBS系列   |
| 中京広域圏 | 中部日本放送 | 2003年7月 - 9月 | TBS系列   |